# No sory
No sory è un singolo della cantante polacca Sanah, pubblicato il 14 agosto 2020 come secondo estratto dal secondo EP Bujda.

## Promozione
Sanah ha eseguito la canzone in un medley con Szampan nell'ambito della versione polacca di The Voice il 5 dicembre 2020.

## Video musicale
Il video musicale è stato reso disponibile in concomitanza con l'uscita del brano.

## Tracce
Testi e musiche di Sanah e Jakub Galiński.
Download digitale
1. No sory – 3:04

Download digitale – versja alternatywna
1. No sory (versja alternatywna) – 4:29

## Formazione
- Sanah – voce
- Jakub Galiński – produzione

## Classifiche

### Classifiche settimanali
| Classifica (2020) | Posizione massima |
| ----------------- | ----------------- |
| Polonia           | 1                 |

### Classifiche di fine anno
| Classifica (2020) | Posizione |
| ----------------- | --------- |
| Polonia           | 37        |